# خط عرض 59° جنوب
خط عرض 59° جنوب هي إحدى دوائر العرض الجغرافية، وهي دوائر وهمية تحيط بالكرة الأرضية، وموازية لخط الاستواء، وتتميز هذه الدائرة بأن الأراضي الواقعة عليها تنتمي للمنطقة المعتدلة الباردة.

## حول العالم
خط عرض 59° جنوب يبدأ من خط الزوال الأولي ويتجه شرقا ويمر عبر:
| الإحداثيات                          | البلد أو الإقليم أو البحر              | ملاحظات                          |
| ----------------------------------- | -------------------------------------- | -------------------------------- |
| 59°0′S 0°0′E / 59.000°S 0.000°E     | المحيط الأطلسي                         |                                  |
| 59°0′S 20°0′E / 59.000°S 20.000°E   | المحيط الهندي                          |                                  |
| 59°0′S 147°0′E / 59.000°S 147.000°E | المحيط الهادئ                          |                                  |
| 59°0′S 67°16′W / 59.000°S 67.267°W  | Atlantic Ocean                         |                                  |
| 59°0′S 26°37′W / 59.000°S 26.617°W  | جورجيا الجنوبية وجزر ساندويتش الجنوبية | Bristol Island (تملكه الأرجنتين) |
| 59°0′S 26°35′W / 59.000°S 26.583°W  | Atlantic Ocean                         |                                  |